# Argentina na Letních olympijských hrách 1948
Argentina se účastnila Letní olympiády 1948 v Londýně v 16 sportech. Zastupovalo ji 199 sportovců (188 mužů a 11 žen).

## Medailové pozice
| Medaile | Jméno                                                                                         | Sport             | Disciplína              |
| ------- | --------------------------------------------------------------------------------------------- | ----------------- | ----------------------- |
| Zlato   | Delfo Cabrera                                                                                 | Atletika          | Muži maraton            |
| Zlato   | Rafael Iglesias                                                                               | Box               | váha těžká nad 80 kg    |
| Zlato   | Pascual Pérez                                                                                 | Box               | váha muší do 51 kg      |
| Stříbro | Carlos Diaz Sáenz                                                                             | Sportovní střelba | muži rapid pistole      |
| Stříbro | Enrique Sieburger Julio Sieburger Emilio Homps Rodolfo Rivademar Rufino Rodríguez de la Torre | Jachting          | družstvo 6 m class      |
| Stříbro | Noëmi Simonetto de Portelaová                                                                 | Atletika          | Ženy skok do dálky      |
| Bronz   | Mauro Cía                                                                                     | Box               | váha polotěžká do 80 kg |